# 쪽파
쪽파는 수선화과의 식물이며, 학명은 Allium × proliferum이다. 샬롯과 함께 부추속에 속해있다. 파의 일종으로 길이는 30cm 정도이다. 비늘줄기는 좁은 달걀 모양이며 잎은 좁다. 꽃은 거의 피지 않으며 특유의 향기와 자극성이 있어 향신채로 쓰인다.
일반 양파와 유사한 다년생 식물이지만 일반 양파에는 꽃이 피는 구근 송이가 있다. 쪽파 구근은 원래 줄기에 있는 동안 싹이 트고 자란다. 비늘줄기는 일반적으로 직경 0.5cm에서 3cm 사이의 대리석 크기이다. 이것들은 새로운 성장의 무게로 인해 구부려져 있고 모 식물에서 어느 정도 떨어진 곳에 뿌리를 내릴 수 있다. 
많은 쪽파는 향이 매우 강하지만 일부 품종은 상대적으로 순하고 달콤하다. 땅밑구근은 특히 껍질이 질기고 자극적이며 부추처럼 상당히 길거나 일부 유형에서는 직경이 최대 5cm에 달하는 구근을 형성할 수 있다. 어린 식물은 봄에 쪽파로 사용할 수 있고 구근은 일반 양파와 비슷하게 요리에 사용하거나 절여서 보존할 수 있다.

## 사용되는 요리
- 파전
- 파김치

## 사진 갤러리

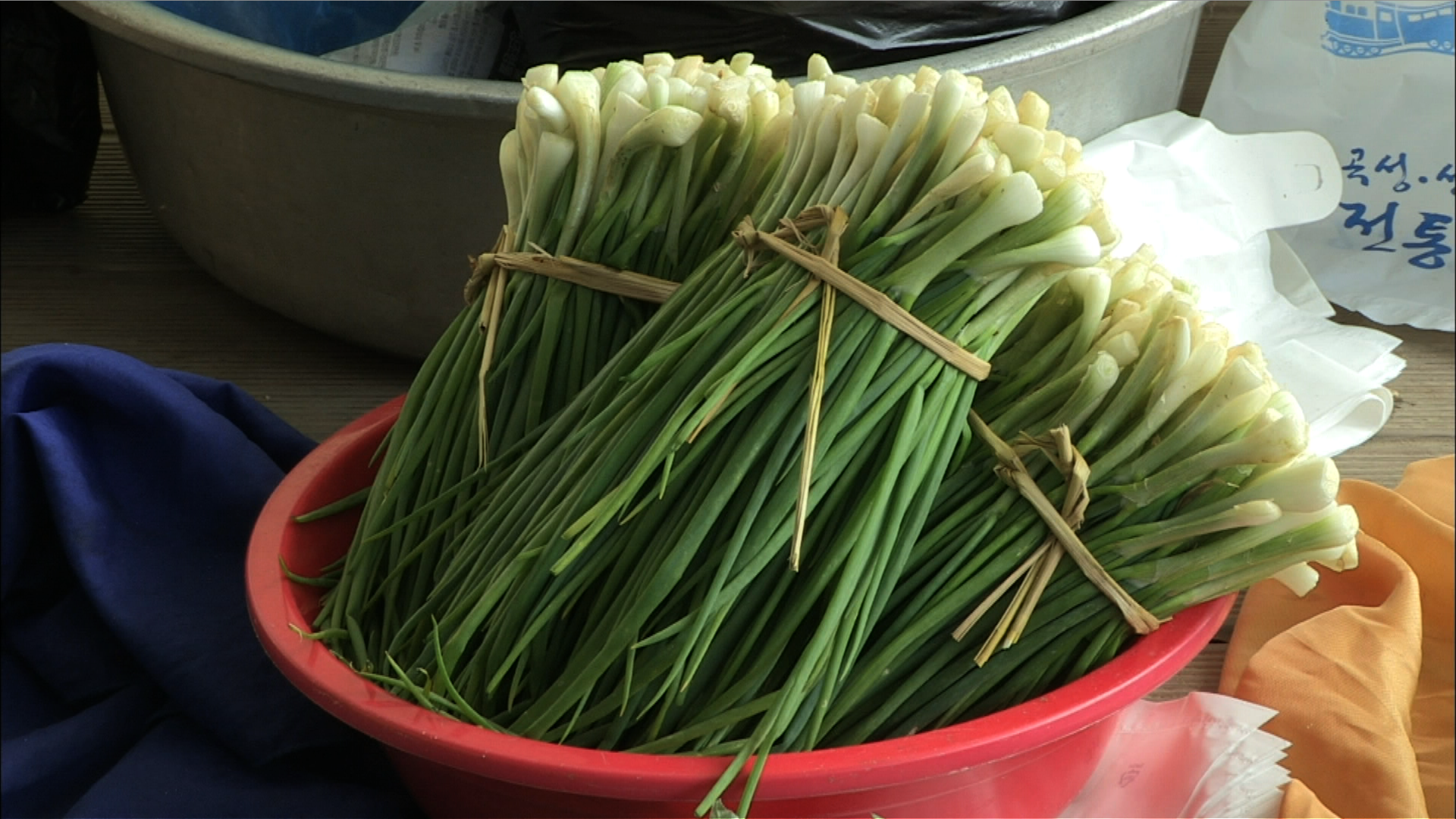
쪽파

## 같이 보기
- 파 (채소)